# 小行星35978
小行星35978（35978 Arlington）是一颗绕太阳运转的小行星，为主小行星带小行星。该小行星于1999年7月5日发现。

## 轨道参数
小行星35978的轨道半长轴为2.3021851 UA，离心率为0.132。